# Mathilde Monnier (Choreografin)

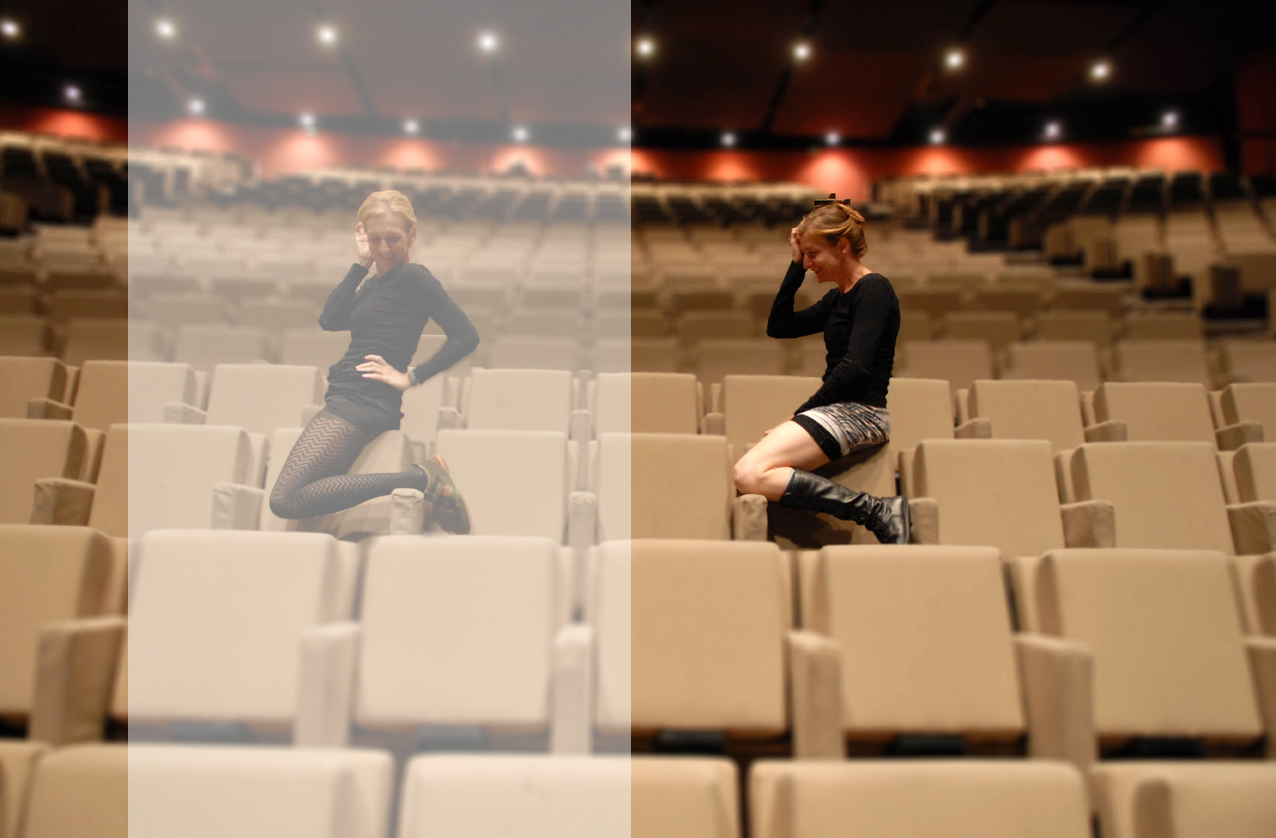
Mathilde Monnier (rechts) und La Ribot

Mathilde Monnier (geb. 2. April 1959 in Mulhouse) ist eine französische zeitgenössische Tänzerin und Choreografin. Sie war 20 Jahre lang Leiterin des Centre chorégraphique national in Montpellier und leitete von Ende 2013 bis 2020 das Centre national de la danse in Pantin.

## Biografie
Mathilde Monnier studierte in Lyon Tanz bei Hallet Eghayan. In der Saison 1981/1982 trat sie in die Kompanie von Viola Farber ein. Gemeinsam mit Didier Deschamps gründete sie das Centre national de danse contemporaine in Angers. Sie unterstützte François Verret bei seinen Choreografien und schuf 1983 gemeinsam mit ihm und Josef Nadj das Stück La. Nach weiteren Gemeinschaftsarbeiten mit Jean-François Duroure schlug sie eine Solo-Laufbahn ein und schuf eine Reihe von Choreografien. 1994 wurde sie Nachfolgerin von Dominique Bagouet als Direktorin des Centre chorégraphique national. Seitdem präsentiert sie auch auf dem Tanzfestival von Montpellier ihre Schöpfungen.
Gemeinsam mit Louis Sclavis schuf sie 1991 die Jazz-Interpretationen Chinoiserie und Face nord. In Afrika und Montpellier engagierte sie sich in Projekten mit autistischen Menschen. Nach einem Aufenthalt in Burkina Faso, wo sie mit Salia Sanou und Seydou Boro zusammenarbeitete, schuf sie 1993 das Stück Pour Antigone mit afrikanischen und westlichen Tänzerinnen und Tänzern. L'Atelier en pièces von 1996 setzte sich wiederum mit dem Autismus auseinander. In den Stücken Déroutes und Publique von 2003 thematisierte gesellschaftliche und individuelle Auflösung bis hin zum Wahnsinn.
Beim Festival d'Avignon war sie mehrfach vertreten:
- 1986 mit Pudique acide / Extasis
- 1996 mit L’Atelier en pièces
- 1999 mit Les Lieux de là
- 2005 mit Frère & Sœur und La Place du singe

2005 widmete die Regisseurin Claire Denis ihr den Film Vers Mathilde.
2010 schuf sie Pavlova 3'23". Das Stück besteht aus neun Interpretationen des Motivs Sterbender Schwan, mittels Tanz, Pose und Stimme dargestellt sowohl von Frauen als auch von Männern. Die Originalmusik dazu schufen Rodolphe Burger, Erikm, Heiner Goebbels, Olivier Renouf und Gilles Sivilotto.
Im November 2013 wurde sie als Nachfolgerin von Monique Barbaroux als Direktorin an das Centre national de la danse in Pantin berufen. 2014 kandidierte sie für den Stadtrat von Montpellier auf der Liste der Union de la gauche. 2020 quittierte sie den Posten beim Centre national de la danse zugunsten eines festen Engagements beim Kulturzentrum La Halle Tropisme in Montpellier.

## Choreografische Werke
- 1983: La
- 1984: Pudique acide
- 1985: Cru
- 1985: Royal Stewart
- 1985: Extasis
- 1986: Mama, Monday, Sunday or Always
- 1987: Mort de rire
- 1988: Idée de mars
- 1988: Je ne vois pas la femme cachée dans la forêt
- 1989: À la renverse
- 1989: Cheval de quatre
- 1989: Récitatif
- 1990: Duos
- 1990: Sur le champ
- 1991: Chinoiserie gemeinsam mit Louis Sclavis
- 1991: Face nord
- 1992: Dimanche
- 1992: Ainsi de suite
- 1992: Un petit peu d'exercice
- 1993: Pour Antigone
- 1995: Nuit
- 1996: L'Atelier en pièces
- 1997: Arrêtez, arrêtons, arrête
- 1997: Qui voyez vous ?
- 1999: Les Lieux de là
- 1999: Fantaisie
- 2001: Signé, signés
- 2001: Natt et Rose
- 2002: Allitérations, gemeinsam mit Jean-Luc Nancy
- 2002: 8 mn
- 2002: À nos endroits
- 2002: Déroutes avec Erikm
- 2002: La Petite Renarde rusée
- 2002: À sa guise
- 2002: Multi-materials
- 2003: Slide
- 2004: Publique
- 2004: Pièces
- 2005: Frère et Sœur
- 2005: La Place du singe gemeinsam mit Christine Angot
- 2006: 2008 vallée gemeinsam mit Philippe Katerine
- 2007: Tempo 76
- 2008: Gustavia gemeinsam mit La Ribot
- 2009: Domaine public
- 2010: Soapéra avec Dominique Figarella
- 2010: Pavlova 3'23"
- 2012: Twin Paradox
- 2012: Objets re-trouvés gemeinsam mit Dalila Khatir
- 2013: Qu'est ce qui vous arrive ?
- 2017: El Baile
- 2019: Please Please Please gemeinsam mit La Ribot und Tiago Rodiguez
- 2021: Records
- 2023: Black Lights

## Filmografie
- 2005: Vers Mathilde, Dokumentarfilm von Claire Denis[5]
- 2015: Vingt et une nuits avec Pattie, Spielfilm, Regie Arnaud und Jean-Marie Larrieu[8]
- 2021: Tralala, Musical, Regie Arnaud und Jean-Marie Larrieu, Choreografie Mathilde Monnier[9]

## Auszeichnungen
- 1986: Preis des Kulturministeriums für Cru[1]
- 1999: Grand Prix national des arts du spectacle vivant[10]
- 2003: SACD Prix Chorégraphie[11]

## Bibliografie
- Gérard Mayen: De marche en danse: Dans la pièce Déroutes de Mathilde Monnier.  Editions L'Harmattan, Paris 2005, ISBN 978-2747583336.
- Mathilde Monnier, Isabelle Waternaux, Dominique Fourcade: MM. P.O.L., Paris 2011, ISBN 2-86744-852-2.
- Mathilde Monnier, François Olislaeger: Mathilde, danser après tout. Éditions Denoël, Paris 2013, ISBN 978-2-207-10973-1.